# مطبخ الروح (صالة في المانيا)

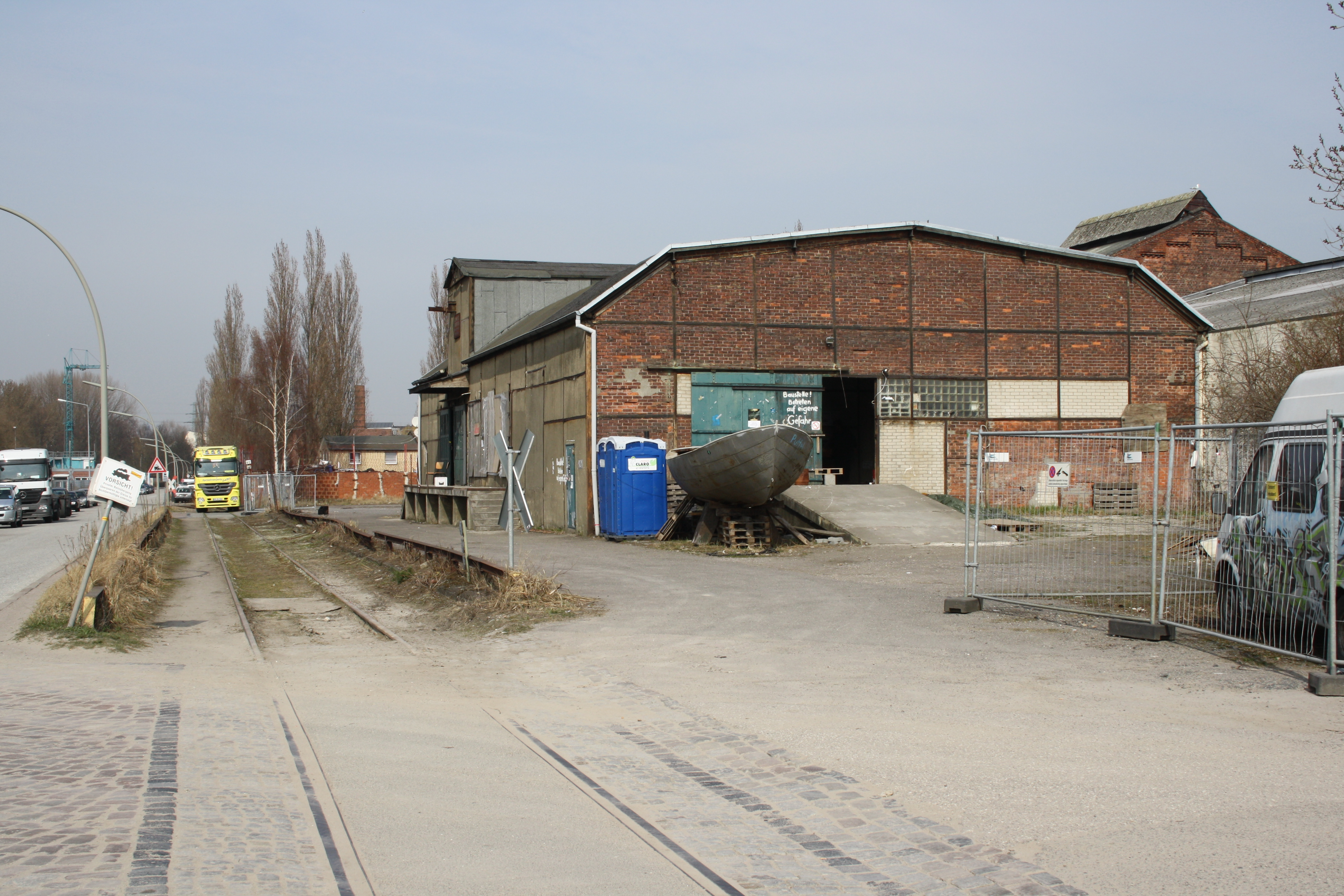
مطبخ الروح في هامبورغ فيلهيلمسبرغ

مطبخ الروح هي قاعة مناسبات تقع في منطقة فيلهيمسبورغ في مدينة هامبورغ الألمانية .الصالة بنفس موقع فيلم يحمل نفس الاسم الخاص بها أي مطبخ الروح لفاتح أكين . منذ الـ 18 من يونيو عام 2010 أقيمت في القاعة العديد من الفعاليات والمعارض الثقافية. القاعة هذه في حاجة ماسة إلى التجديد ولذلك تم إغلاقها في الـ 31 من ديسمبر لأسباب تتعلق بالسلامة. في أغسطس عام 2012 حجبت الصالة من قبل السلطة المختصة.

## التفاصيل والمراجع
1. ↑  Hamburger Abendblatt: Fatih Akin: "Betreibern der Soul Kitchen eine Chance geben" نسخة محفوظة 2023-01-20 على موقع واي باك مشين.
2. ↑  Hamburger Morgenpost: Soul Kitchen: Jetzt spricht Fatih Akin نسخة محفوظة 2023-01-20 على موقع واي باك مشين.

53.5122099.982679Koordinaten: 53° 30′ 44″ N, 9° 58′ 57,6″ O